# Masies de Santa Creu de Creixà
Les Masies de Santa Creu de Creixà és un conjunt de Piera (Anoia) que forma part en l'Inventari del Patrimoni Arquitectònic de Catalunya.

## Descripció
És un conjunt format per la capella i masies.
Les masies estan orientades al sud-est hi trobem dues fases en la seva construcció. Són de planta rectangular, amb estances amples i corrals en el lateral dret, i un pati interior que toca al cementiri de la ermita. Tenen un porxo que sobresurt amb cinc arcades.

## Història
Segons algunes fonts consultades la llegenda del Sant Crist de Piera comença en aquesta masia.
Està situada al sector oriental de Piera, l'església fou sufragaria de la parròquia de Sant Jaume de Sesoliveres des de 1018 rebé el nom de Sta. Creu de Palau, Sta. Maria o de Sta. Creu i Sta. Maria de Palau.
El nom es esmentat al segle XII; fou ampliada i renovada els segles XVII-XVIII.